# Bud Stallworth
Isaac Stallworth, detto Bud (Hartselle, 18 gennaio 1950), è un ex cestista statunitense, professionista nella NBA.

## Carriera
Venne selezionato dai Seattle SuperSonics al primo giro del Draft NBA 1972 (7ª scelta assoluta).

## Palmarès
- NCAA AP All-America Third Team (1972)